# Hradisko u Obřan
Hradisko u Obřan je významná archeologická lokalita – hradiště pozdní doby bronzové nacházející se v katastru dnešní brněnské čtvrtě Obřany. Jeho areál je chráněn jako kulturní památka ČR.

## Charakteristika lokality a nálezů
Hradisko je nejproslulejší archeologickou lokalitou na katastru Obřan a jednou z nejvýznamnějších v Brně a na Brněnsku vůbec. Bylo vybudováno na syenitové ostrožně vypínající se do výše 100 m nad řekou Svitavou, která ho obtéká ze tří stran. Na čtvrté, severní straně a částečně i na straně východní je obehnána mohutnými hradbami, dochovanými v podobě valů, z vnější strany dosud až 5 m vysokých. Uvnitř opevnění na ploše 42 ha je bohaté osídlení především z pozdní doby bronzové – z období popelnicových polí, tzv. kultury podolské, datované do 9.–8. století př. Kr. (Počátky osídlení však spadají už do mladší doby bronzové do období velatické kultury). Odkryty byly pozůstatky početných obytných objektů, ale i řemeslnických dílen, řada ohnišť, hrnčířská pec a zásobní jámy. Důležité je i osídlení z následující starší doby železné (halštatské) – z období kultury horákovské, i z mladší doby železné (doba laténská, jejímiž nositeli byli historičtí Keltové), z doby římské a doby stěhování národů.
Celkovou dobu osídlení lze odhadovat na více než 1300 let.
Protiváhu „Hradiska“ tvoří osídlení v poloze „Skály“ s výraznými nálezy obdobného charakteru – impozantní opevnění hradiště tvoří mohutné hradby, jejichž koruna převyšuje dosud úroveň ostatního terénu o 4–4,5 m. Těleso hradby tvořil hlinitý násep s čelní stěnou, zpevněnou dřevěnou konstrukcí.
S hradiskem bezprostředně souvisí žárové pohřebiště nedaleko západního úseku severního valu, kde bylo prozkoumáno na 250 hrobů, skutečný rozsah pohřebiště je však odhadován na 2000 hrobů. Pohřby byly uloženy ve většinou kruhových jamách, hrobová výbava sestávala z několika nádob různých tvarů a velikostí, doplněných často dalšími předměty – bronzovými ozdobami, zbraněmi či nástroji. Nádoby původně obsahovaly potravu, dávanou nebožtíkovi do hrobu; někdy jedna z nádob sloužila za urnu, do níž byl uložen popel a spálené kosti zemřelého, jindy bývají ostatky vysypány na hromádku na dně hrobové jámy.

## Historie výzkumů
Naleziště budila pozornost od samých počátků moravské archeologie. Řada nadšených archeologů-amatérů, soustředěných kolem brněnského Musejního spolku, zde pracovala za nesnadných podmínek a s nemalými finančními oběťmi a koncem 19. a během první poloviny 20. století získala (často zachránila) množství nálezů uložených z velké části v Moravském zemském muzeu v Brně. Mezi dlouhou řadou jmen badatelů, kteří se této oblasti věnovali, lze vyzdvihnout namátkou Floriána Koudelku, Josefa Hladíka, Jana Filu, bratry Slovákovy, Eduarda Vodičku; velkou část na profesionální úrovni prokopal František Adámek, který také o lokalitě a výzkumech na ní vydal v r. 1961 obsáhlou monografii, v níž publikoval všechny v té době známé poznatky a materiál.
V roce 1981 proběhl na Hradisku u Obřan záchranný archeologický výzkum na trase plynovodu, vedeného přes areál hradiště. Vedle dalších zajímavých nálezů zde byla prozkoumána kovářská dílna z pozdní doby laténské (1. století př. Kr.).
Lokalita je součástí naučné stezky.